# Болото (присілок, Ленінградська область)
Болото (рос. Болото) — присілок Бокситогорського району Ленінградської області Росії. Входить до складу Борського сільського поселення. Населення — 9 осіб (2014 рік).

## Населення
| 1910 | 1997 | 2007 | 2010 | 2013 | 2014 | 2017 |
| ---- | ---- | ---- | ---- | ---- | ---- | ---- |
| 186  | ▼17  | ▼8   | ▼5   | ▲9   | ▬9   | ▲21  |